# 原本大三郎
原本 大三郎（はらもと だいさぶろう、1866年11月1日（慶應2年9月24日 - 1922年（大正11年）3月16日）は、明治から大正期の農業経営者、実業家、政治家。衆議院議員、島根県能義郡安来町長。

## 経歴
出雲国能義郡安来町（島根県能義郡安来町を経て現安来市）で、原本権八郎の二男として生れた。1879年（明治12年）小学校を卒業。池田謙益から漢籍を学ぶ。さらに山村良行（能義郡広瀬町）、内村友輔（松江市）の塾で学んだ。兄の死去により1899年（明治32年）3月、家督を相続し6代当主となる。生家は代々大庄屋役を務め、農業、酒造業、質商を営んでいたが、酒造業は1879年に、質商は1895年（明治28年）に廃業した。
1894年（明治27年）5月、安来町長に就任。以後、能義郡会議員、島根県会議員、安来町会議員、安来町農会長、能義郡農会長、日本赤十字社特別社員、帝国水難救済会正会員、帝国海事協会特別会員、大日本武徳会名誉会員などを務めた。
1915年（大正4年）3月、第12回衆議院議員総選挙で島根県郡部から無所属で出馬して最高点で当選し、その後公友倶楽部、公正会に所属して衆議院議員に1期在任した。
また、実業界では、安来銀行取締役、山陰実業銀行取締役、簸上鉄道（木次線）取締役などを務めた。

## 親族
- 妻 原本タタ（並河理二郎妹）[3]
- 養子・甥 原本虎一郎（兄蔵三郎長男）[3]
  - 妻 原本たき（虎一郎の妻、三好英之妹）[3]